# Konjunktiv

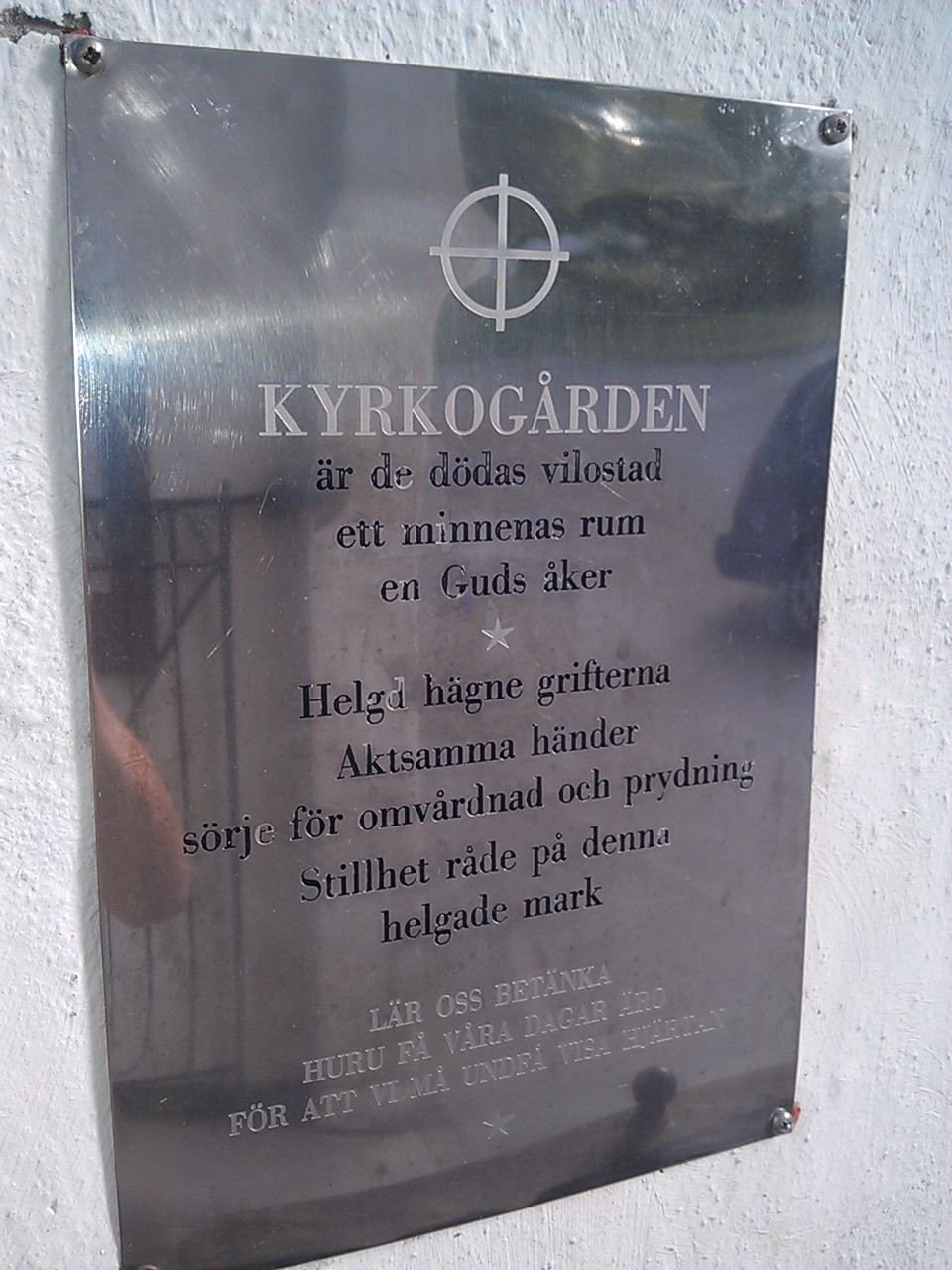
Konjunktiv var vanligare förr i svenska, särskilt i högtidligt språk

Konjunktiv är ett grammatiskt modus. Konjunktivens ursprungliga huvudfunktion är som predikat i vissa bisatser som har med hypotetiska och möjliga förhållanden att göra. I de germanska och romanska språken har dock konjunktiven även övertagit funktioner från det försvunna moduset optativ, vilket man kan använda även i huvudsatser och som uttrycker talarens önskan, indirekta uppmaning eller syn på vad som vore lämpligast.

## Konjunktiv i svenska
I modern standardsvenska förekommer konjunktiven främst i formen "vore" samt i vissa stelnade uttryck, exempelvis "Leve Sverige!" (må Sverige fortleva). Det finns två andra modus i svenskan: indikativ och imperativ. Konjunktiven förekommer i två tempus: presens och preteritum (förr kallad imperfekt). 
I dagens standardsvenska är presens konjunktiv, i den mån det förekommer, oftast använt just i den optativa funktionen. Ett exempel är "Gud välsigne er", som kan omskrivas med det modala hjälpverbet "må" till "Må Gud välsigna er". (Egentligen antar dock "må" just formen presens konjunktiv i sådana situationer; för verb med infinitivslut på tryckstark vokal är presens konjunktiv nämligen identisk med infinitiven.) I gammalt lagspråk, stundom ännu gällande, förekommer ofta indirekta uppmaningar, som kan kallas jussiv funktion: ”Tage var och en sin part”, ”Behålle den godset, som först köpte”. 
I satsen "vare därmed hur som helst" är dock verbet i en potential funktion, som anger möjligheten: "det kan vara hur som helst med det". "Måtte", "bör" och så även "skall" är andra hjälpverb som kan användas vid omskrivningar av presens konjunktiv-satser.
Preteritum konjunktiv (tidigare kallat "imperfekt konjunktiv") har dock inte längre någon optativ funktion, utan viss ursprunglig konjunktiv samt, framför allt, funktion som konditionalisform. Exempel på det senare är "om du vore här, skulle jag kyssa dig". Traditionell att-satskonjunktiv förekommer endast efter verbet "önska": "jag önskar att du vore här". Som synes är formen inte nödvändigtvis knuten till dåtid. Kategorin bär sitt namn mer av traditionella och etymologiska skäl.
De flesta standardsvenska verb slutar i infinitiv (aktivum) på trycksvagt -a. Presens konjunktiv av dessa verb bildas genom att a:et byts ut mot ett e: leva → leve. För övriga svenska verb, vilka slutar på tryckstark vokal, används ingen ändelse, till exempel "Ske din vilja" (verbets e tillhör här stammen).
Preteritum konjunktiv existerar som särskild form endast hos fjärde konjugationens verb, de så kallade "starka verben". Även här används e-suffix, men det till en speciell rot som preteritum konjunktiv delade med de gamla pluralisformerna för dåtid. För de allra flesta av dessa verb är den stammen identisk med den "vanliga" preteritum-/imperfektstammen, men om denna har a som stamvokal används en annan stam, vilken oftast är supinumstammen. Preteritum konjunktiv av "springa" heter således inte "sprange" utan "sprunge". Vissa verb använder dock en särskild stam just för preteritum konjunktiv och de gamla plurala dåtidsformerna. Det gäller även "gå" och "få". Dessa stammar lyder:
- vor- (vara) (voro, vore)
- fing- (få) (fingo, finge)
- ging- (gå) (gingo, ginge)
- båd- (be) (bådo, både)
- gåv- (ge/giva) (gåvo, gåve)

Både presens och preteritum konjunktiv förekom också i passivum, genom tillägg av suffixet -s till motsvarande aktivformer.
Förekommande konjunktiv i modern svenska är bland andra vore, finge, funnes (passivform till det i dag ovanligare funne), såge, bleve och dylika former. Märk också att formen kunde kan vara preteritum konjunktiv, men där formsammanfall skett med preteritum indikativ.

## Konjunktiv i tyska
Tyska har två konjunktiv kallade konjunktiv I och konjunktiv II. 
Konjunktiv I är till formen i presens men kan ändå uttrycka förfluten tid. Den anger indirekt tal, till exempel att man säger att någon annan säger något.
Till exempel: Er sagt, er sei nicht bereit. (Han säger, att han inte är beredd). 
Det är vanligt i det skrivna språket, men i det vardagliga språket används Konjunktiv I mycket sällan. I stället använder man presens indikativ eller Konjunktiv II: Er sagt, er ist nicht bereit. Eller: Er sagt, er wäre nicht bereit.
Konjunktiv II är till formen i imperfekt, men uttrycker nutid eller förfluten tid, och uttrycker önskan eller möjlig händelse, eller en osannolik eller oönskad händelse. Exempel: Er käme gerne zur Feier, aber er hat keinen Urlaub. (Han skulle gärna komma till festen, men har inte ledigt) Det används också i hövligt tal, när man ber om något: Hätten Sie einen Moment Zeit? (Skulle ni kunna ha tid ett ögonblick?) I talspråk, men också i skriftspråk, använder man ofta hjälpverbet würde (skulle) istället.

## Konjunktiv i romanska språk
I samtliga romanska språk är konjunktiv vanligt förekommande. 

### Konjunktiv ifranska
Konjunktiv (fr. le subjonctif) används i franska för att uttrycka något hypotetiskt eller möjligt (t.ex vilja, önskan, känsla, osäkerhet eller nödvändighet). Konjunktiv förekommer i fyra tempus: presens, passé composé, imperfekt och pluskvamperfekt och konjugeras som vanligt i franskan efter person och numerus. I regel är användningen av konjunktiv i bisatser obligatorisk när de följer efter konjunktionen que då bisatsen ger uttryck för något hypotetiskt eller möjligt. I huvudsatser kan konjunktiv i vissa uttryck användas optativt (t.ex Vive la reine! – Leve drottningen!) 

#### Användning av konjunktiv i franska
Konjunktiv används i regel genom att ersätta ett verbs ändelse med något av nedanstående. 
| que + pronomen    | Första konjugationsgruppen (er-ändelser) samt aller | Andra konjugationsgruppen (ir-ändelser) | Tredje konjugationsgruppen (ir-, oir-, re-ändelser & undantag) |
| ----------------- | --------------------------------------------------- | --------------------------------------- | -------------------------------------------------------------- |
| que je            | -e                                                  | -isse                                   | -e                                                             |
| que tu            | -es                                                 | -isses                                  | -es                                                            |
| qu'il / qu'elles  | -e                                                  | -isse                                   | -e                                                             |
| que nous          | -ions                                               | -issions                                | -ions                                                          |
| que vous          | -iez                                                | -issiez                                 | -iez                                                           |
| qu'ils / qu'elles | -ent                                                | -issent                                 | -ent                                                           |

Exempel i presens (venir och pouvoir): Je veux qu'il vienne – Jag vill att han kommer. Je ne pense pas qu’il puisse arriver à l’heure – Jag tror inte att han kan komma i tid.
| que + pronomen    | Första konjugationsgruppen (er-ändelser) samt aller | Andra konjugationsgruppen (ir-ändelser) | Tredje konjugationsgruppen (ir-, oir-, re-ändelser & undantag) |
| ----------------- | --------------------------------------------------- | --------------------------------------- | -------------------------------------------------------------- |
| que je            | -asse                                               | -isse                                   | -isse / -usse                                                  |
| que tu            | -asse                                               | -isses                                  | -isses / -usses                                                |
| qu'il / qu'elles  | -ât                                                 | -ît                                     | -ît / ût                                                       |
| que nous          | -assison                                            | -issions                                | -issions / -ussions                                            |
| que vous          | -assiez                                             | -issiez                                 | -issiez / -ussiez                                              |
| qu'ils / qu'elles | -assent                                             | -issent                                 | -issent / -ussent                                              |

Exempel i imperfekt (mentir och aller): Tu n'imaginais pas qu'elles mentissent si souvent – Du föreställde dig inte att de ljög så ofta. Je leur ai dit que j'allase l'étudier – Jag sade till dem att jag kommer studera den.
| que + pronomen    | Hjälpverb (avoir / être) i konjunktiv presens | Huvudverb i participe passé (t.ex finir) |
| ----------------- | --------------------------------------------- | ---------------------------------------- |
| que je            | aie / sois                                    | fini                                     |
| que tu            | aies / sois                                   | fini                                     |
| qu'il / qu'elles  | ait / soit                                    | fini                                     |
| que nous          | ayons / soyons                                | fini                                     |
| que vous          | ayez / soyez                                  | fini                                     |
| qu'ils / qu'elles | aient / soient                                | fini                                     |

Exempel i passé (finir och poster): Je doute qu’il ait fini ses devoirs – Jag tvivlar att han har avklarat sina sysslor. Je doute qu'ils aient écrit ces lettres – Jag tvivlar på att de har skrivit dessa brev.
| que + pronomen    | Hjälpverb (avoir / être) i konjunktiv imperfekt | Huvudverb i participe passé (t.ex finir) |
| ----------------- | ----------------------------------------------- | ---------------------------------------- |
| que je            | eusse / fusse                                   | fini                                     |
| que tu            | eusses / fusses                                 | fini                                     |
| qu'il / qu'elles  | eût / fût                                       | fini                                     |
| que nous          | eussions / fussions                             | fini                                     |
| que vous          | eussiez / fussiez                               | fini                                     |
| qu'ils / qu'elles | eussent / fussent                               | fini                                     |

Exempel i pluskvamperfekt (faire och finir): C'était la plus extraordinaire traduction qu'il eût fait – Det var den mest extraordinära översättningen han hade gjort. J'ai attendu qu`ils eussent fini leurs discours – Jag väntade på att de hade avklarat sina föredrag.